# Cloud Nine (песня Джорджа Харрисона)
«Cloud 9» — песня Джорджа Харрисона, выпущенная в качестве вступительного трека к его альбому 1987 года Cloud Nine. Она также была выпущена в качестве рекламного сингла в США, где заняла 9 - е место в чарте Billboard Album Rock Tracks. Песня показывает взаимодействие гитар между Харрисоном, играющим слайдом, и Эриком Клэптоном. Харрисон исполнял эту песню на концертах во время своего японского турне с Клэптоном в 1991 году и в 1992 году. Концертная версия появляется на альбоме Харрисона Live in Japan , а оригинальная студийная запись была включена в его сборник 1989 года Best of Dark Horse 1976–1989.

## История
После завершения работы над саундтреком к фильму HandMade Films Шанхайский сюрприз Харрисон начал работу над новым альбомом с Джеффом Линном в качестве сопродюсера в январе 1987 года. «Cloud 9» была первой песней, которую Харрисон написал для альбома, зарождавшегося еще зимой 1983–1984 годов. Хотя альбом назывался Cloud Nine, Харрисон решил использовать цифру «9» в названии песни, чтобы избежать путаницы с хитом The Temptations 1968 года «Cloud Nine».
Преподаватель музыки Иэн Инглис описал тему песни как «признание в альтруистической любви и обещание блаженного будущего». Харрисон предлагает слушателю свою любовь, время, сердце и многое другое, но позволяет ему уйти в любое время. Он признает, что слушатель может «сделать все это самостоятельно». По словам Харрисона, песня «о том, что каждый ищет что-то хорошее», и «если вокруг есть хоть капля любви, ты можешь ее получить, но если есть что-то плохое, что ж, я скрою это от тебя...».
Музыка «Cloud 9» похожа на блюз. Биограф Харрисона Эллиот Дж. Хантли описывает это как атмосферу «Джей Джей Кейл встречает Восток». Саймон Ленг в своей книге While My Guitar Gently Weeps описывает музыку как гармонически простую и движимую мощным «рок-ритмом». Ленг определяет смысл существования песни как взаимодействие слайд-гитары Харрисона и «густыми тонами» стратокастера Эрика Клэптона. Он описывает это взаимодействие как представляющее собой «зрелое завершение» в долгих музыкальных отношениях гитаристов, и выступление, которое «говорит об эмпатии, а не о соперничестве с оружием в руках». Инглис также высоко оценил игру Джима Хорна на саксофоне. Ленг описал партии саксофона в «Cloud 9» как напоминающие партии в битловской песне Харрисона Savoy Truffle. И Инглис, и Ленг отметили, что голос Харрисона на «Cloud 9» стал глубже, чем это было в прошлом, и Инглис приписал это повышению зрелости послания песни.
Инглис поблагодарил Линна за то, что он не приукрасил песню экстравагантными наложениями, которые он использовал для своих песен ELO. Ленг отметил, что Линн подчеркнул основной ритм рока, включив в микс бас-барабан и бас-гитару на высоком уровне.

## Выпуск и приём
В современной рецензии для Rolling Stone Дэвид Уайлд описал альбом как «мастерски сделанную, бесконечно заразительную пластинку» и сказал, что «заглавный трек был удивительно жестким рокером в стиле мидтемпо, в котором есть несколько изысканно сдержанных риффов Харрисона и Эрика Клэптона». Дэвид Вагнер из Santa Cruz Sentinel сравнил его с Devil's Radio с того же альбома, назвав, «возможно одной из лучших двухгитарных рок-композиций, когда-либо записанных».
Харрисон описал «Cloud 9» как «хорошее начало» и «такой песней, которой от меня не ожидают». По словам Эллиота Дж. Хантли, Харрисон недооценил трек; Хантли называет его «отличным началом». По мнению Ленга, песня представляет собой «упражнение в мягкости» и признает, что «после пятилетнего отсутствия «Cloud 9» даёт понять что Джордж Харрисон вернулся как сила, с которой нужно считаться». Биограф Харрисона Грэм Томсон не был впечатлен, заявив, что это звучало так, как будто личность Харрисона была «удалена хирургическим путем», назвав песню «типичным произведением пульсирующего блюз-рока в минорной тональности, которое одинаково хорошо звучало бы на альбоме Эрика Клэптона ... или Гэри Мура».
Харрисон играл песню на живых выступлениях в 1991 и 1992 годах, включая свой последний полноценный концерт в Королевском Альберт-холле 6 апреля 1992 года. Живое выступление, записанное во время японского турне Харрисона с Клэптоном в 1991 году, было включено в концертный альбом Live in Japan. По словам Инглиса, респонсорное пение Харрисона и бэк-вокалистов придает этой версии «более душевное звучание», чем версия на альбоме.

## Участники записи
- Джордж Харрисон — вокал, слайд-гитара, гитары
- Джефф Линн — бас-гитара
- Элтон Джон — электрическое фортепиано
- Джим Келтнер — ударные
- Эрик Клэптон — гитара
- Джим Хорн — баритон-саксофон
- Рэй Купер — перкуссия